# Фёдорова, Зоя Алексеевна
Зо́я Алексе́евна Фёдорова (21 декабря 1909, Санкт-Петербург — 10 декабря 1981, Москва) — советская киноактриса; заслуженная артистка РСФСР (1965), лауреат двух Сталинских премий II степени (1941, 1942). 
Известна по кинолентам «Подруги» (1935), «Музыкальная история» (1940), «Фронтовые подруги» (1942), «Свадьба» (1944), «Пропало лето» (1962), «Свадьба в Малиновке» (1967). 
С 1946 по 1955 год находилась в заключении. Была убита у себя в квартире при невыясненных обстоятельствах.
Мать актрисы Виктории Фёдоровой (1946—2012).

## Биография
Родилась 8 [21] декабря 1909 (по другим данным — в 1907, либо 1911 году) в Санкт-Петербурге, в семье рабочего и домохозяйки.
В 1918 году семья переехала в Москву, где её отцу предложили работу начальника паспортной службы Кремля. Со школьных лет занималась в драмкружке и мечтала стать актрисой, однако по настоянию родителей после окончания школы пошла работать счётчицей в Госстрахе.
В 1928 году поступила в театральное училище, которым руководил Юрий Завадский, а после его закрытия продолжила учёбу в училище при московском Театре Революции, которое окончила в 1934 году. В студенческие годы её мужем был Л. С. Вейцлер (1906—1966), позже известный театральный актёр, до конца жизни работавший в Театре драмы и комедии на Таганке. В 1934 году вышла замуж за кинооператора В. А. Раппопорта, брак с которым продлился до 1939 года. После расставания с Раппопортом встречалась с лётчиком Иваном Клещёвым, который погиб на фронте в 1942 году.
Будучи студенткой, снялась в фильме «Встречный» (1932), однако её роль не вошла в окончательную версию картины. Поэтому дебютом актрисы в кино считается фильм «Гармонь» (1934). Всесоюзная популярность к ней пришла в 1936 году после исполнения одной из главных ролей в фильме «Подруги». Даже арест отца в 1938 году по сфабрикованному обвинению не смог повредить блестящей карьере актрисы: она продолжала играть главные роли в фильмах.

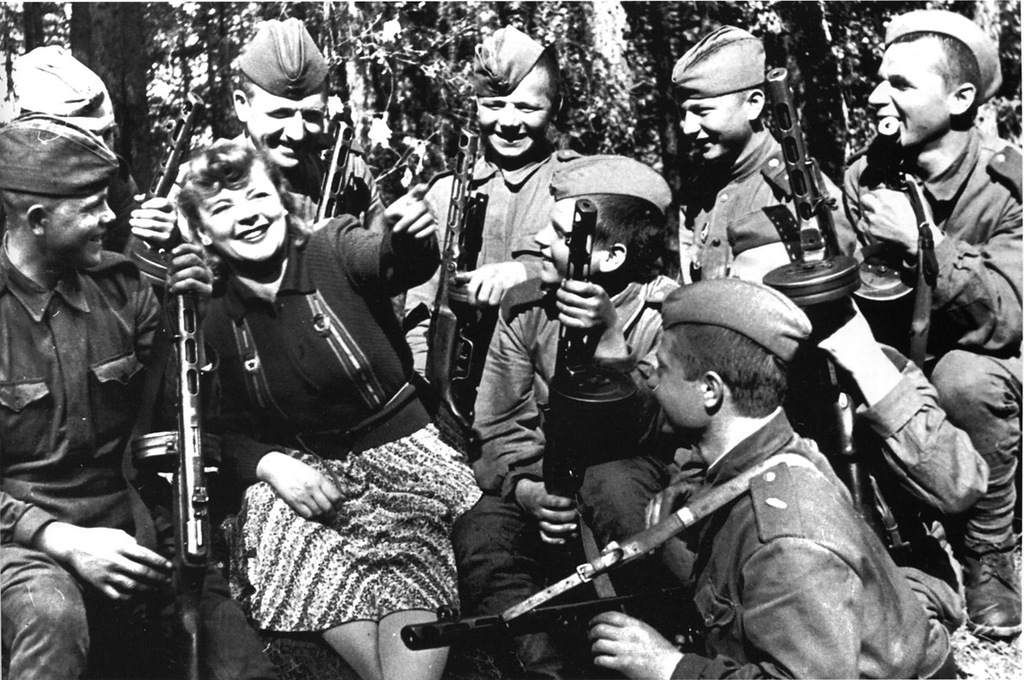
С бойцами Красной армии в перерыве концерта, 1943 год

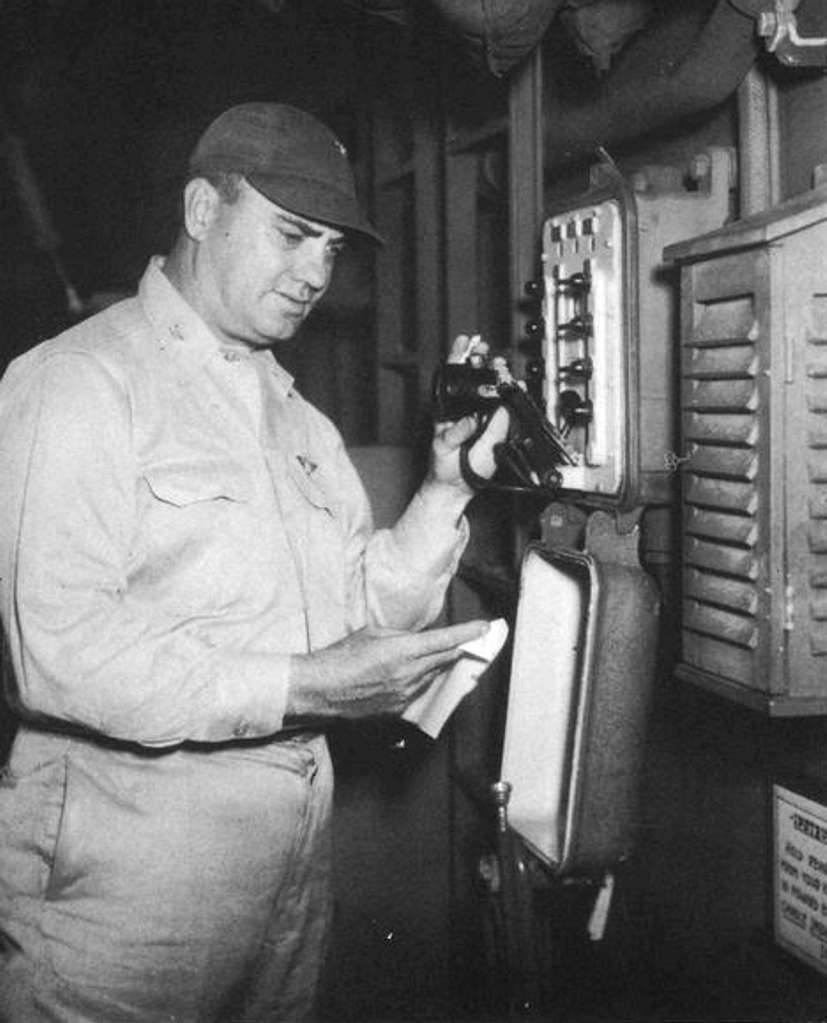
Джексон Тейт в августе 1945 года

В 1945 году на приёме в министерстве иностранных дел познакомилась с военно-морским атташе капитаном Джексоном Тейтом, от которого 18 января 1946 года родила дочь Викторию (Тейт к тому времени по требованию советского правительства уже покинул СССР, не зная о беременности Фёдоровой). Пытаясь скрыть факт рождения ребёнка от иностранца, актриса спешно вышла замуж за композитора Александра Рязанова, с оркестром которого выступала в начале 1940-х годов. Однако 27 декабря 1946 года была арестована и после предварительного заключения на Лубянке и Лефортовской тюрьме в августе 1947 года приговорена за «шпионаж» к 25 годам лагерей с конфискацией имущества; сестра Мария — к 10 годам исправительно-трудовых лагерей с отбыванием срока на кирпичном заводе в Воркуте (скончалась до окончания срока в 1952 году). С 1947 года её дочь Виктория Фёдорова жила в ссылке в селе Полудино на севере Казахстана вместе c сестрой Зои Александрой и её детьми Ниной и Юрой, не зная о том, кто её настоящая мать.
Вышла на свободу в 1955 году. 23 февраля 1955 года воссоединилась с дочерью Викторией и вскоре вернулась к съёмкам в кино, преимущественно в небольших характерных ролях.

Могила З. А. Фёдоровой на Ваганьковском кладбище

С 1956 года состояла в труппе Театра-студии киноактёра.
С 1955 года неоднократно пыталась связаться с отцом своей дочери, пока её историю в 1959 году не рассказали американке Ирен Кирк, гиду на американской выставке в Москве. Кирк связалась с Джексоном Тейтом, после чего они начали обмениваться письмами и телефонными звонками. В 1976 году актрисе разрешили побывать в США, где она встретилась с Джексоном Тейтом. После смерти Тейта в 1978 году ещё дважды приезжала в США к дочери (эмигрировавшей в 1975 году), а затем начала собирать документы для выезда туда на постоянное место жительства.
10 декабря 1981 года была убита выстрелом в затылок из немецкого пистолета Sauer в своей квартире на Кутузовском проспекте в доме 4/2. Убийство осталось нераскрытым; следствие прорабатывало её возможную причастность к так называемой «бриллиантовой мафии», но фактов выявлено не было; по другой версии, это убийство было организовано КГБ.
Похоронена 17 декабря 1981 года на Ваганьковском кладбище (участок № 25). Автор памятника на могиле — Э. В. Хандюков.

## Фильмография
- 1932 — Встречный — жена Чуточкина (нет в титрах, роль выпала при монтаже)
- 1934 — Гармонь — Марусенька
- 1935 — Лётчики — медсестра (нет в титрах)
- 1935 — Подруги — Зоя
- 1937 — Женитьба — Дуняша
- 1937 — Шахтёры — Галка, шахтёрка
- 1937 — Большие крылья — сотрудница конструкторского бюро
- 1937—1939 — Великий гражданин — Надя Колесникова
- 1938 — Враги — Дуня
- 1938 — На границе — Варвара Корнеевна Власова, дочь Степаниды
- 1938 — Огненные годы — политрук комсомольской роты Анна
- 1938 — Человек с ружьём — Катя Шадрина
- 1939 — Ночь в сентябре — Дуня Величко
- 1939 — Станица Дальняя — Дарья Михайловна Горкунова
- 1940 — Музыкальная история — Клава Белкина, диспетчер автопарка
- 1940 — На путях (короткометражный) — машинист
- 1940 — Шестьдесят дней — лаборантка Люсенька
- 1941 — Боевой киносборник № 4 — Франя
- 1941 — Боевой киносборник № 6 — Наташа Матвеева, ведущая сборника
- 1941 — Патриотка (короткометражный) — трактористка
- 1941 — Подруги, на фронт! (короткометражный) — Наташа
- 1941 — Фронтовые подруги — Наташа Матвеева, командир отряда девушек-санитарок
- 1944 — Иван Никулин — русский матрос — Маруся Крюкова
- 1944 — Свадьба — невеста Даша
- 1956 — Девочка и крокодил — Надежда Федотовна
- 1956 — Медовый месяц — Елизавета Фёдоровна, повариха
- 1956 — Своими руками — Мария Сергеевна
- 1957 — Борец и клоун — одесситка, (нет в титрах)
- 1957 — Девушка без адреса — Раиса Павловна («Кусенька»), жена Комаринского
- 1957 — Ленинградская симфония — эпизод (нет в титрах)
- 1957 — Ночной патруль — Марфа Потаповна, жена Нежука
- 1957 — Поэт — Екатерина Васильевна Тарасова, мать поэта Николая Тарасова
- 1958 — Дело «Пёстрых» — мать Игоря Пересветова
- 1958 — Дружок — тётя Наташа
- 1958 — Жених с того света (короткометражный) — Елизавета Владимировна, главврач
- 1959 — В нашем городе (короткометражный) — Бронислава Антоновна
- 1959 — Особый подход — Катя, жена Николая Дмитриевича Налимова
- 1959 — Я Вам пишу… — мама
- 1961 — Алые паруса — гувернантка
- 1961 — Взрослые дети — Татьяна Ивановна Королёва
- 1961 — Сердце не прощает — Домна Егоровна
- 1962 — Знакомый адрес (короткометражный) — жена Пьедесталова
- 1962 — Шестнадцатая весна — соседка Кораблёвых
- 1963 — Мамочка и два трутня (короткометражный) — Марья Павловна (мамочка)
- 1963 — Пропало лето — тётя Даша (Дарья Ивановна)
- 1963 — Слепая птица — женщина с кошёлкой
- 1963 — Это случилось в милиции — Екатерина Ивановна, секретарь в милиции
- 1964 — Ракеты не должны взлететь — фрау Кестлер
- 1964 — Сказка о потерянном времени — тётя Наташа, гардеробщица в школе
- 1964 — Фитиль (Где же справедливость? № 23) — воспитательница
- 1964 — Хотите — верьте, хотите — нет… — бабушка Миши Сазонова
- 1965 — Дайте жалобную книгу — Екатерина Ивановна, дворник
- 1965 — Зелёный огонёк — заведующая салоном для новобрачных
- 1965 — Иностранка — Евдокия Михайловна, двоюродная сестра профессора
- 1965 — Операция «Ы» и другие приключения Шурика — тётя Зоя, соседка Лиды
- 1965 — От семи до двенадцати — бабушка Алика
- 1965 — Пущик едет в Прагу (СССР, Чехословакия) — тётка Фёкла
- 1965 — Скверный анекдот — мать Пселдонимова
- 1965 — Спящий лев — Маня, жена Телегина
- 1965 — Стряпуха — глава жуликов на рынке
- 1966 — Формула радуги — тётя Шура
- 1967 — Свадьба в Малиновке — Горпина Дормидонтовна (Гапуся)
- 1967 — Тогда в январе… — эпизод
- 1968 — Весёлая прогулка (короткометражный) — пешеход
- 1968 — Улыбнись соседу — Анна Петровна Иванова (Анюта)
- 1969 — Похищение — артистка Фёдорова (нет в титрах)
- 1970 — Внимание, черепаха! — Виктория Михайловна, учительница пения
- 1970 — Меж высоких хлебов — Мотря, продавщица (озвучена другой актрисой)
- 1971 — Алло, Варшава! — администратор гостиницы
- 1971 — За рекой — граница — тётя Клава, санитарка в военном госпитале
- 1971 — Русское поле — Матрёна Дивеевна
- 1971 — Шельменко-денщик — Фенна Степановна Шпак
- 1972 — Вот моя деревня — тётя Глаша, уборщица в школе
- 1972 — Первый экзамен (короткометражный) — нянечка
- 1973 — Дело было, да!? — Устинья Басалаева
- 1973 — Жизнь в опасности (короткометражный) — жительница дома
- 1973 — Капля в море — Анна Григорьевна, директор школы
- 1973 — Кортик — бабушка Миши
- 1973 — Назначение — Елизавета Тимофеевна
- 1973 — По собственному желанию — тётя Надя, вахтёр
- 1974 — Врача вызывали? — Мария Иосифовна
- 1974 — Гнев — дама
- 1974 — Происшествие — Глафира
- 1975 — Автомобиль, скрипка и собака Клякса — Анна Константиновна, бабушка Олега
- 1975 — Пузырьки — учительница танцев
- 1978 — Живите в радости — бабка Анисья, жена Афони
- 1979 — Москва слезам не верит — тётя Паша, вахтёрша
- 1979 — Утренний обход — Егорова, пациентка

## Телеспектакли
- 1963 — Голубой огонёк — 1963 — гостья
- 1964 — Голубой огонёк — 1964 — гостья
- 1967 — Сестрёнка
- 1969 — С первого взгляда — тётя Паша

## Озвучивание мультфильмов
- 1955 — Ирена, домой! (ПНР)— Квятковская
- 1973 — Шапка-невидимка — тётя Варя

## Награды и звания
- орден Трудового Красного Знамени (1 февраля 1939) — за исполнение роли Варвары в фильме «На границе» (1938)[14];
- Сталинская премия второй степени (1941) — за исполнение роли Клавы в фильме «Музыкальная история» (1940)[15];
- Сталинская премия второй степени (1942) — за исполнение роли Наташи в фильме «Фронтовые подруги» (1941)[15][16];
- заслуженная артистка РСФСР (26 ноября 1965) — за заслуги в области советского киноискусства[17].

## Память
- В 1990 году по мотивам убийства З. Фёдоровой Юлиан Семёнов написал роман «Тайна Кутузовского проспекта».
- По мотивам биографии З. Фёдоровой в 2010 году снят телесериал «Зоя» (режиссёр В. Павлов, в главной роли — Ирина Пегова).
- Образ З. Фёдоровой использован в сериале «Галина» (2008), где её роль сыграла актриса Раиса Конюхова, а также в телесериале «Охотники за бриллиантами» (2011), где снялась Тамара Сёмина.

Творчеству актрисы посвящены телепередачи
- «Бриллиантовое дело Зои Фёдоровой» («Первый канал», 2012)[18][19]
- «Зоя Фёдорова. Жизнь за бриллианты» («Звезда», 2016)[20]
- «Зоя Фёдорова: жертва любви или шпионка? Семейные тайны» («Первый канал», 2019)[21]
- «Дочь Зои Фёдоровой скрывала имя убийцы матери? Семейные тайны» («Первый канал», 2019)[22]
- «Зоя Фёдорова» («Звезда», 2019)[23]
- «Актёрские судьбы. Зоя Фёдорова и Сергей Лемешев» («ТВ Центр», 2019)[24]
- «Жизнь и смерть Зои Фёдоровой» («Мир», 2022)[25].